# Dismorphia eunoe
Dismorphia eunoe är en fjärilsart som först beskrevs av Doubleday 1844.  Dismorphia eunoe ingår i släktet Dismorphia och familjen vitfjärilar. Inga underarter finns listade i Catalogue of Life.

## Bildgalleri

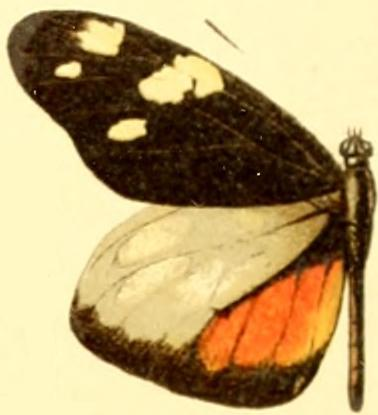
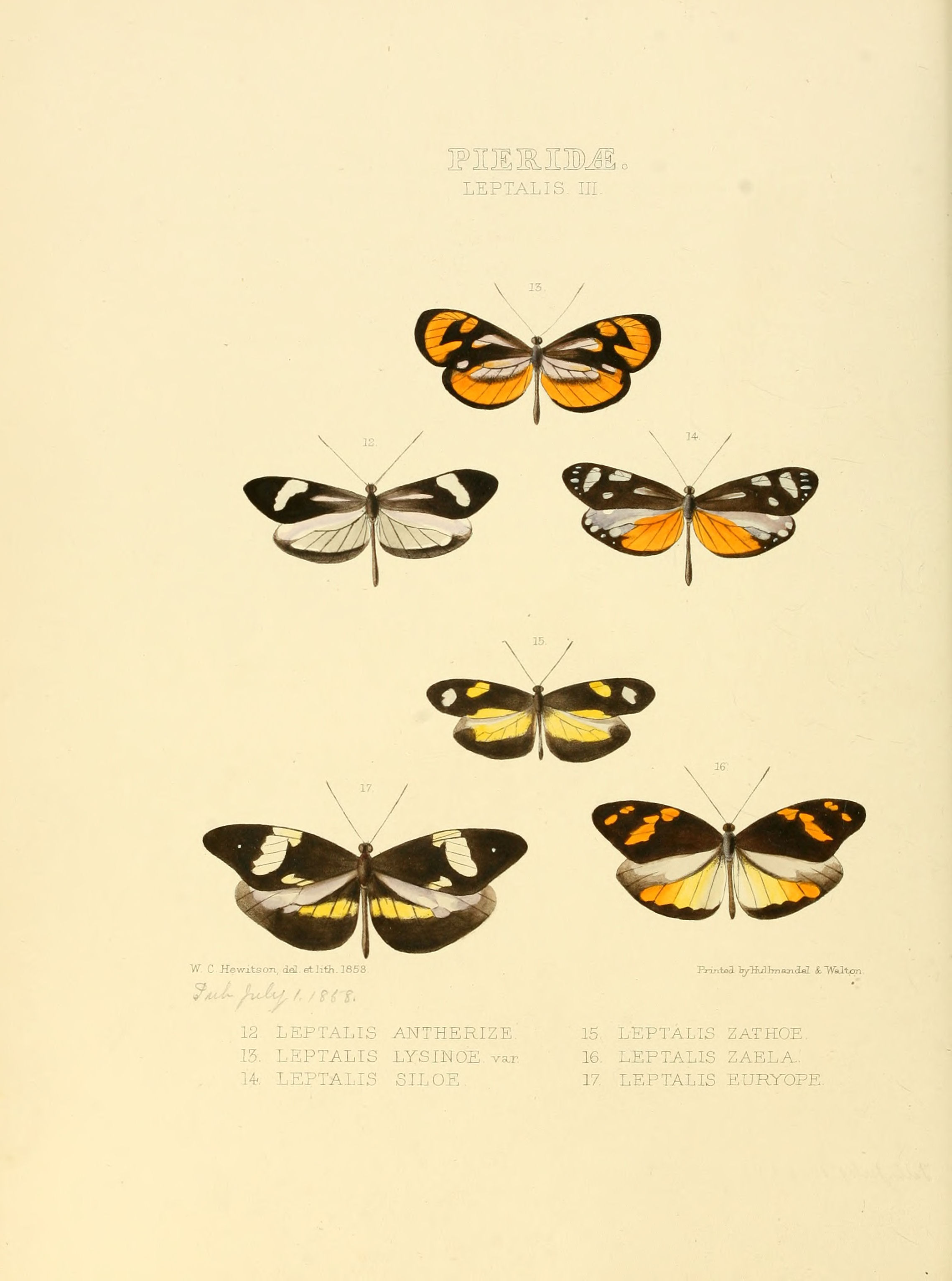
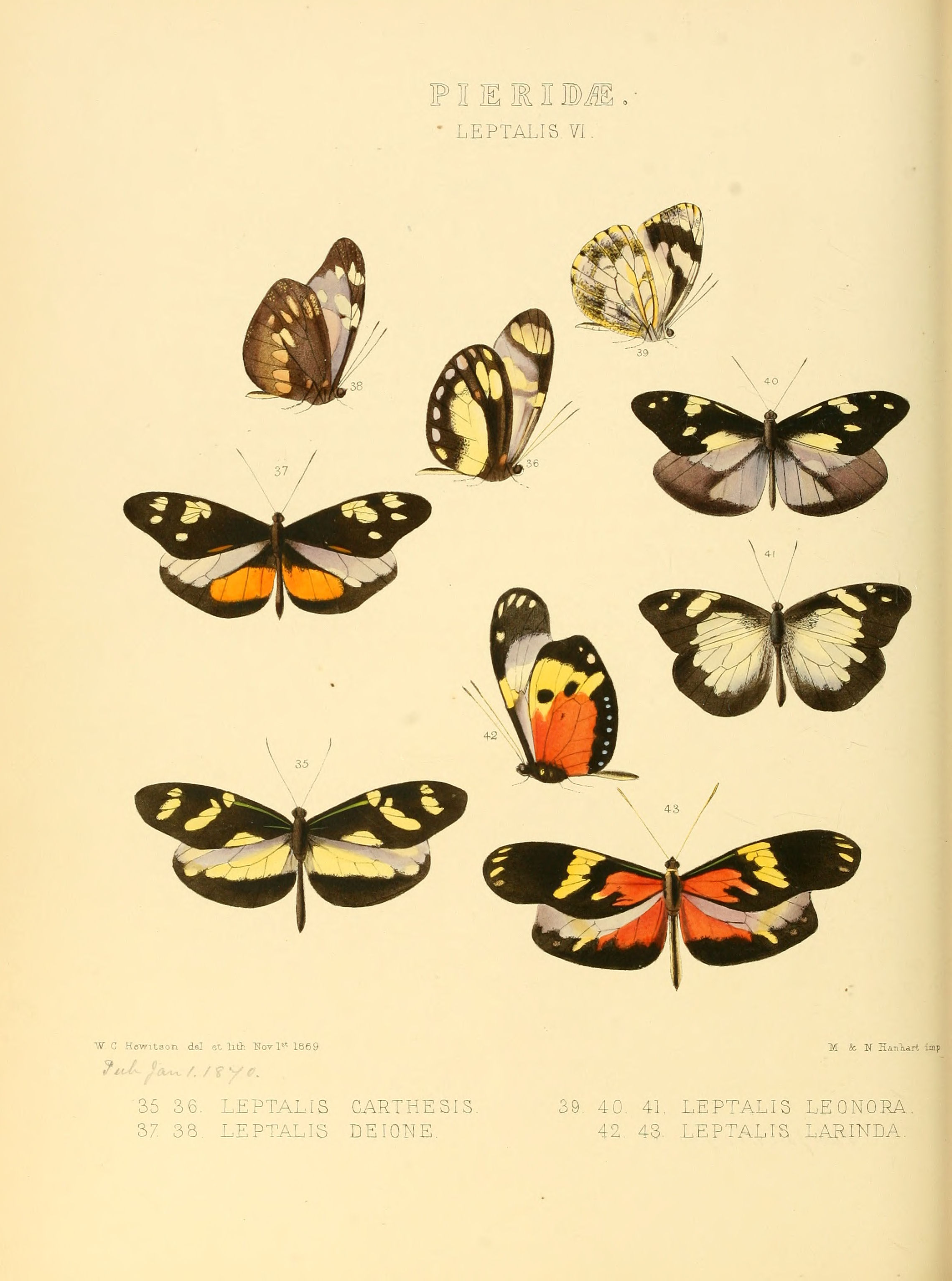